# ويستمورلاند ولوندزديل (دائرة انتخابية في المملكة المتحدة)
ويستمورلاند ولوندزديل (بالإنجليزية: Westmorland and Lonsdale)‏ هي إحدى الدوائر الانتخابية في المملكة المتحدة الممثلة في مجلس العموم في برلمان المملكة المتحدة.
عضو البرلمان الذي يمثلها حالياً هو :Tim Farron (LD).